# Gerolamo Adorno
Gerolamo Adorno (Genova, 1483/1489 – Venezia, 20 marzo 1523) è stato un diplomatico e militare italiano al Servizio del Re di Francia, di diversi Clerici Papali e della Repubblica Genovese.

## Biografia
Figlio di Agostino e della contessa Franchetta di Ventimiglia, era fratello minore di Antoniotto. La data di nascita esatta è incerta a causa delle discordanti testimonianze contemporanee. Già in giovane età, si affermò nella politica, affiancando il fratello e diventando una figura di spicco nella sua fazione.
Secondo un documento riportato solo da De Rossi, se autentico, Adorno trattò con l'imperatore Massimiliano per la conquista di Genova nel 1507. Nel 1512, fu nel partito francese e negoziò con Luigi XII le condizioni dell'occupazione di Genova, che durò solo pochi mesi nel 1513, durante i quali governò insieme al fratello. Dopo un nuovo attacco a Genova sostenuto dagli Sforza nel 1514, fu catturato ma poi liberato dal doge Ottaviano Fregoso.
Nel 1517, Adorno era già ben considerato nel partito imperiale e accompagnò il cardinale Pompeo Colonna nelle Fiandre per dissuadere Carlo d'Asburgo dall'alleanza francese. Durante l'attacco a Genova del 1522, suggerito da lui, partecipò col fratello e, secondo Guicciardini, cercò di mitigare le devastazioni del saccheggio. Inoltre, persuase Adriano VI a fermarsi nella città, dove si radunarono importanti personalità imperiali.
La sua abilità diplomatica fu riconosciuta da vari agenti imperiali in Italia, che lo incoraggiarono a negoziare l'adesione di Venezia al campo asburgico. Nel novembre 1522, Adorno partì per questa missione, pianificando di negoziare prima con Ferrara e poi con Venezia, e formulò un piano per alleggerire la pressione anglo-asburgica sulla Francia e avviare un'azione antifrancese in Italia. Sebbene morì inaspettatamente il 20 marzo 1523, il suo piano fu seguito anche dopo la sua morte.
Arrivato in Veneto nel dicembre 1522, Adorno avviò contatti diplomatici nonostante le difficoltà politiche e finanziarie. Le trattative con la Serenissima e il papa erano ben avviate quando morì, e fu sepolto a Venezia con solenni funerali, per poi essere trasferito a Genova-Quarto nel monastero di San Gerolamo.
La sua morte fu considerata una grave perdita per l'Impero, come riconobbero gli agenti imperiali preoccupati per la situazione interna di Genova. Numerosi contemporanei apprezzarono la sua intelligenza e abilità politica. Fu amico di Gregorio Cortese, al quale restituì libri rubati durante il saccheggio della Superba. Matteo Bandello gli dedicò una novella, e Paolo Giovio lo ospitò a Venezia nel 1523. Il suo matrimonio con Ricciarda Malaspina era visto come politicamente importante.

## Nella cultura di massa
Lo storico genovese M. G. Canale lo rese protagonista di un romanzo storico nel 1846, sebbene la trama fosse inventata.